# Каюмова, Валерия Сергеевна
Вале́рия Серге́евна Каю́мова (в девичестве Васнецо́ва, род. 29 мая 1997, Можга, Удмуртия)  — российская биатлонистка, участница Кубка мира, чемпионка России, чемпионка Всемирной Универсиады, двукратная чемпионка мира среди юниоров. Мастер спорта России.

## Биография
Начинала заниматься биатлоном в родном городе, первый тренер — Алексей Фёдорович Коротаев. В дальнейшем выступает за город Чайковский (Пермский край), тренируется под руководством Иннокентия Александровича Каринцева.
Окончила Чайковский государственный институт физической культуры.

### Юниорская карьера
На крупных международных соревнованиях выступает с сезона 2015/2016. На чемпионате мира среди юниоров 2016 года в Кеиле-Грэдиштей выступала в категории «до 19 лет» и стала чемпионкой в эстафете вместе с Ярославой Перваковой и Полиной Шевниной, а также занимала десятые места в индивидуальной гонке и спринте и стала пятой в пасьюте.
В 2016 году становилась победительницей Всероссийской Универсиады в эстафете. Также становилась победительницей юниорского первенства России по летнему биатлону (кросс) в спринте.
В сезоне 2016/2017 участвовала в гонках юниорского Кубка IBU. Одержала две победы в личных видах — в спринтах в Хохфильцене и Поклюке, а также в смешанной эстафете в Поклюке. В общем зачёте сезона 2016/2017 заняла второе место, уступив француженке Миртиль Бегю. На юниорском чемпионате Европы 2017 года в Нове-Место завоевала серебряные медали в спринте, а также была 21-й в гонке преследования и шестой в индивидуальной гонке. На мировом юниорском первенстве 2017 года в Брезно одержала победу в пасьюте, стартовав после спринта 24-й, а также завоевала бронзу в эстафете и была 29-й в индивидуальной гонке.
9 марта 2019 года завоевала золото в сингл-миксте на Всемирной Универсиаде в Красноярске.
В августе 2019 года Валерия стала чемпионкой мира по летнему биатлону среди юниоров в суперспринте (Раубичи)

### Взрослая карьера
В марте 2017 года дебютировала на Кубке IBU на этапе в Отепя, занимала четвёртые места в спринте и в смешанной эстафете. 13 января на пятом этапе Кубка IBU в Абрере стала серебряным призёром в спринте.
17 марта 2017 года провела первую гонку на Кубке мира на этапе в Хольменколлене (Осло), в спринте заняла 79-е место среди 103 участниц. В очковую зону впервые попала 6 декабря 2018 в индивидуальной гонке в Поклюке — 13 место.
Чемпионка России 2020 года в одиночной смешанной эстафете в команде Пермского края.
В январе 2021 выступала на кубке IBU.
Сезон 2021/2022 полноценно провела на Кубке мира, впервые завоевав медали в эстафетах — 2 серебра и 1 бронзу. 
Была в составе сборной России на Олимпиаде-2022 в Пекине, но не приняла участия в гонках после заражения COVID-19.

### Статистика на Кубке мира
| 2021/2022 Итоги | 2021/2022 Итоги | Эстерсунд | Эстерсунд | Эстерсунд | Эстерсунд | Эстерсунд | Хохфильцен | Хохфильцен | Хохфильцен | Анси | Анси | Анси | Оберхоф | Оберхоф | Оберхоф | Оберхоф | Рупольдинг | Рупольдинг | Рупольдинг | Антхольц | Антхольц | Антхольц | ОИ Пекин (*) | ОИ Пекин (*) | ОИ Пекин (*) | ОИ Пекин (*) | ОИ Пекин (*) | ОИ Пекин (*) | Контиолахти | Контиолахти | Контиолахти | Отепя | Отепя | Отепя | Отепя | Осло | Осло | Осло |
| Очков           | Место           | Инд       | Спр       | Спр       | Эст       | Пр        | Спр        | Пр         | Эст        | Спр  | Пр   | МС   | Спр     | См      | Осм     | Пр      | Спр        | Эст        | Пр         | Инд      | Эст      | МС       | См           | Инд          | Спр          | Пр           | Эст          | МС           | Эст         | Спр         | Пр          | Спр   | МС    | См    | Осм   | Спр  | Пр   | МС   |
| 153             | 40              | 44        | 26        | 63        | —         | —         | 45         | 28         | 2          | 24   | 47   | —    | 24      | 5       | —       | 11      | 18         | 3          | 29         | 63       | 2        | 15       | —            | —            | —            | —            | —            | —            | —           | —           | —           | —     | —     | —     | —     | —    | —    | —    |

| 2018/2019 Итоги | 2018/2019 Итоги | Поклюка | Поклюка | Поклюка | Поклюка | Поклюка | Хохфильцен | Хохфильцен | Хохфильцен | Нове-Место | Нове-Место | Нове-Место | Оберхоф | Оберхоф | Оберхоф | Рупольдинг | Рупольдинг | Рупольдинг | Антхольц | Антхольц | Антхольц | Канмор | Канмор | Солт-Лейк-Сити | Солт-Лейк-Сити | Солт-Лейк-Сити | Солт-Лейк-Сити | ЧМ Эстерсунд | ЧМ Эстерсунд | ЧМ Эстерсунд | ЧМ Эстерсунд | ЧМ Эстерсунд | ЧМ Эстерсунд | ЧМ Эстерсунд | Хольменколлен | Хольменколлен | Хольменколлен |
| Очков           | Место           | Сусм    | См      | Инд     | Спр     | Пр      | Спр        | Пр         | Эст        | Спр        | Пр         | МС         | Спр     | Пр      | Эст     | Спр        | Эст        | МС         | Спр      | Пр       | МС       | Инд    | Эст    | Спр            | Пр             | Сусм           | См             | См           | Спр          | Пр           | Инд          | Сусм         | МС           | Эст          | Спр           | Пр            | МС            |
| 81              | 58              | —       | —       | 13      | 21      | 31      | 18         | 48         | 4          | 73         | —          | —          | 60      | 57      | —       | —          | —          | —          | —        | —        | —        | 56     | 10     | 48             | DNS            | —              | —              | —            | —            | —            | —            | —            | —            | —            | —             | —             | —             |

| 2016/2017 Итоги | 2016/2017 Итоги | Эстерсунд | Эстерсунд | Эстерсунд | Эстерсунд | Эстерсунд | Поклюка | Поклюка | Поклюка | Нове-Место | Нове-Место | Нове-Место | Оберхоф | Оберхоф | Оберхоф | Рупольдинг | Рупольдинг | Рупольдинг | Антхольц | Антхольц | Антхольц | ЧМ Хохфильцен | ЧМ Хохфильцен | ЧМ Хохфильцен | ЧМ Хохфильцен | ЧМ Хохфильцен | ЧМ Хохфильцен | Пхёнчхан | Пхёнчхан | Пхёнчхан | Контиолахти | Контиолахти | Контиолахти | Контиолахти | Хольменколлен | Хольменколлен | Хольменколлен |
| Очков           | Место           | Сусм      | См        | Инд       | Спр       | Пр        | Спр     | Пр      | Эст     | Спр        | Пр         | МС         | Спр     | Пр      | МС      | Эст        | Спр        | Пр         | Инд      | Эст      | МС       | См            | Спр           | Пр            | Инд           | Эст           | МС            | Спр      | Пр       | Эст      | Спр         | Пр          | Сусм        | См          | Спр           | Пр            | МС            |
| 0               | 0               | —         | —         | —         | —         | —         | —       | —       | —       | —          | —          | —          | —       | —       | —       | —          | —          | —          | —        | —        | —        | —             | —             | —             | —             | —             | —             | —        | —        | —        | —           | —           | —           | —           | 79            | —             | —             |

## Личная жизнь
В июле 2022 года вышла замуж за биатлониста Рустама Каюмова. 21 ноября того же года родила дочь Софью.